# Thyasira eumyaria
Thyasira eumyaria är en musselart som beskrevs av Michael Sars 1870. Thyasira eumyaria ingår i släktet Thyasira och familjen Thyasiridae. Inga underarter finns listade i Catalogue of Life.